# Victims of the Future
Albums de Gary Moore
Corridors of Power
(1982) We Want Moore
(1984)
Victims of the Future est le troisième album du guitariste chanteur irlandais Gary Moore. Il est sorti en 1983. Le morceau Murder in the Sky fait référence à la destruction en vol du vol commercial Korean Air Lines 007 par la chasse soviétique en septembre 1983.

## Liste des titres
Face 1
| No | Titre                                  | Auteur                                   | Durée |
| -- | -------------------------------------- | ---------------------------------------- | ----- |
| 1. | Victims of the Future                  | G. Moore, N. Carter, I. Paice, N. Murray | 6:13  |
| 2. | Teenage Idol                           | G. Moore                                 | 4:06  |
| 3. | Shape of Thing (reprise des Yardbirds) | Samwell Smith, Relf, J. McCarty          | 4:13  |
| 4. | Empty Rooms                            | G. Moore, N. Carter                      | 6:34  |

Face 2
| No | Titre             | Auteur               | Durée |
| -- | ----------------- | -------------------- | ----- |
| 5. | Murder in the Sky | G. Moore, N. Carter  | 7:16  |
| 6. | All I Want        | G. Moore, Ian. Paice | 4:17  |
| 7. | Hold on to Love   | G. Moore             | 4:24  |
| 8. | Law of the Jungle | G. Moore             | 6:20  |

Titres bonus réédition 2003
| No  | Titre                   | Auteur    | Durée |
| --- | ----------------------- | --------- | ----- |
| 9.  | Devil in her Heart      | G. Moore  | 3:28  |
| 10. | Blinder                 | C. Gruber | 2:45  |
| 11. | Empty Rooms ('84 Remix) | G. Moore  | 4:20  |